# Dryocalamus philippinus
Dryocalamus philippinus là một loài rắn trong họ Rắn nước. Loài này được Griffin mô tả khoa học đầu tiên năm 1909.